# William Martin Leake
William Martin Leake (ur. 14 stycznia 1777 w Mayfair, zm. 6 stycznia 1860 w Brighton) – brytyjski pisarz, dyplomata i topograf.

## Życiorys
Syn Johna Martina Leake’a i Mary Calvert. Kształcił się w Royal Military Academy w Woolwich. Po jej ukończeniu otrzymał awans na podporucznika artylerii. W latach 1794–1798 służył jako artylerzysta na okręcie wojennym. Awansowany na kapitana w 1799 został wysłany na czele grupy kilku oficerów do Stambułu, z zadaniem szkolenia tureckich artylerzystów w Egipcie. Układ pokojowy pomiędzy Francją i Imperium osmańskim czynił jego misję bezowocną. Mimo to Leake pozostał przez pewien czas na wschodzie, podróżując po Anatolii. Plonem tej podróży był dziennik, który ukazał się drukiem w 1824.
W czerwcu 1800 powrócił do Stambułu, gdzie otrzymał rozkaz, aby ponownie udać się do Egiptu i dołączyć do stacjonującej tam armii osmańskiej. Długą podróż przez Ateny, Smyrnę, Cypr i Jafę Leake zakończył w marcu 1801, docierając do Egiptu. W tym czasie podjął współpracę z Williamem Richardem Hamiltonem, sekretarzem Lorda Elgina. We wrześniu 1802 wspólnie zorganizowali transport skradzionych w Grecji tzw. marmurów Elgina do Anglii. We wrześniu 1803 wyruszył z Londynu w kolejną podróż do Turcji, gdzie miał służyć jako doradca w kwestii obrony wybrzeży bałkańskich przed spodziewanym atakiem Francuzów. W latach 1804–1807 podróżował po Albanii, Grecji i Macedonii. Efektem tych podróży był dokładny opis południowej Albanii, a także studium Travels in Northern Greece (wyd. 1835). W 1807 po wybuchu wojny turecko-angielskiej został zatrzymany w Salonikach przez władze osmańskie. Po uwolnieniu podjął misję dyplomatyczną do Epiru. 12 listopada 1807 spotkał się z Ali Paszą z Tepeleny. W latach 1809–1810 przebywał na jego dworze jako przedstawiciel Wielkiej Brytanii zaopatrując wojska Ali Paszy w brytyjską broń do walki przeciwko Francuzom.
W 1813 otrzymał awans na podpułkownika. W tym czasie opracował słownik angielsko-grecko-albański, uznając język albański za ciekawy choć barbarzyński dialekt. W 1815 wyjechał w swoją ostatnią misję, do Szwajcarii. Po powrocie do Anglii poświęcił się studiom nad topografią.
Leake był członkiem Towarzystwa Dyletantów, Royal Club i Royal Geographic Society, a także wiceprzewodniczącym Royal Society of Literature.
W 1838 poślubił Elizabeth Wray, wdowę po numizmatyku Williamie Marsdenie. Zmarł po krótkiej chorobie w Brighton i został pochowany na cmentarzu Kensal Green.

## Dzieła
- 1821: The topography of Athens: With some remarks on its antiquities
- 1824: Journal of a tour in Asia Minor: with comparative remarks on the ancient and modern geography of that country
- 1826: An Historical Outline of the Greek Revolution
- 1830: Travels in the Morea: With a map and plans, w 1846 uzupełnione o suplement Peloponnesiaca
- 1835: Travels in Northern Greece
- 1854: Numismata Hellenica, w 1859 uzupełnione o suplement